# Сельское поселение «Село Восход»
Сельское поселение «Село Восход» — муниципальное образование в составе Жуковском районе Калужской области России.
Центр — село Восход.

## История
Территориальное самоуправление посёлка Восход с административным центром — посёлком Восход — было образовано 27 сентября 1996 года. 5 марта 1997 года в ведение Территориального самоуправления передана деревня Чёрная Грязь.
Статус сельского поселения установлен 21 декабря 2005 года в соответствии с Законом Калужской области от 28.12.2004 № 7-ОЗ.

## Население
| 2010  | 2012  | 2013  | 2014  | 2015  | 2016  | 2017  |
| ----- | ----- | ----- | ----- | ----- | ----- | ----- |
| 1419  | ↘1400 | ↘1366 | ↘1332 | ↗1345 | ↗1358 | ↘1351 |
| 2018  | 2019  | 2020  | 2021  |       |       |       |
| ↘1333 | ↘1332 | ↗1336 | ↗1349 |       |       |       |

## Состав поселения
В поселение входят 2 населённых места:
| № | Населённый пункт   | Тип населённого пункта       | Население |
| - | ------------------ | ---------------------------- | --------- |
| 1 | санатория «Восход» | село, административный центр | ↗1319     |
| 2 | Чёрная Грязь       | деревня                      | ↗100      |